# Prise (prestidigitation)
En prestidigitation la prise est l'action de s'emparer, à l'insu des spectateurs, d'un objet. Grâce à une passe, cet objet va ensuite apparaître ou remplacer un autre dans un échange.
La magie des colombes fait appel à de nombreuses prises pour faire apparaître celles-ci.